# Red-Blue Tribune
Red-Blue Tribune е списание на руския футболен клуб ЦСКА Москва, излизащо всеки месец в периода 2010 – 2011 г.

## История
Първият брой на Red-Blue Tribune излиза на бял свят на 23 февруари 2010 г., в Деня на защитника на Отечеството в Русия. По-късно е заснета и реклама с участието на футболистите Игор Акинфеев, Марк Гонсалес, Гилерме, Дейвидас Шемберас, Милош Красич и Чиди Одиа.
Списанието отразява най-интересното от мачовете на тима, както и коментарите на известни спортни журналисти и анализатори. В рубриката „Главен герой“ във всяко издание е представено ексклузивно интервю с футболист на отбора, а от 2011 г. рубриката „11 легенди“ запознава читателите с играчите, дали най-голям принос в историята на клуба.
В края на 2011 г. списанието прекратява съществуването си, като за сметка на това статии и материали за ЦСКА Москва се издават заедно с програмите преди всеки мач.